# Volker Müller-Benedict
Volker Müller-Benedict (* 1952 in Bremen) ist ein deutscher Statistiker.

## Leben
Er erwarb 1978 das Diplom in Mathematik (Nebenfach VWL) in Göttingen, 1990 die Promotion im Fach Erziehungswissenschaften und 1999 die Habilitation im Fach Soziologie. Ab 2003 arbeitete er als wissenschaftlicher Angestellter an der Universität Leipzig. Von 2005 bis 2018 war er Professor für Methoden und Statistik an der Universität Flensburg.
Seine Arbeitsgebiete sind quantitative Methoden und Statistik, empirische Sozialforschung, Modellierung und Simulation sozialer Systeme und Bildungssoziologie; Hochschulforschung.
Müller-Benedict ist verheiratet und hat drei Söhne.

## Schriften (Auswahl)
- Akademikerprognosen und die Dynamik des Hochschulsystems. Eine statistisch-historische Untersuchung. Frankfurt am Main 1991, ISBN 3-593-34426-2.
- Selbstorganisation in sozialen Systemen. Erkennung, Modelle und Beispiele nichtlinearer Dynamik. Opladen 2000, ISBN 3-8100-2872-X.
- Grundkurs Statistik in den Sozialwissenschaften. Eine leicht verständliche, anwendungsorientierte Einführung in das sozialwissenschaftlich notwendige statistische Wissen. Wiesbaden 2011, ISBN 3-531-18035-5.
- Manual für die Praxisforschung in Schule und Unterricht. Schritt für Schritt mit nützlichen Tipps und Beispielen zur eigenen Studie. Das Manual. Aachen 2015, ISBN 3-8440-3948-1.